# 双城堡站
双城堡站是一个京哈铁路上的铁路车站，位于黑龙江省哈尔滨市双城区永治街道，建于1904年，目前为三等站，邮政编码为150100。目前客运：办理旅客乘降；行李、包裹托运；货运：办理整车、零担、集装箱货物发到；办理整车货物承运前保管。

## 始发列车
双城堡站目前每日始发2对列车，均为哈尔滨铁路局管内列车。
- K7251/7252：双城堡-哈尔滨东
- K7231/7232：双城堡-绥化
- 哈尔滨-双城堡城际直达列车